# Шикінью (футболіст, 1995)
Франсішку Леонел Ліма Сілва Машаду (порт. Francisco Leonel Lima Silva Machado), більш відомий як Шикінью (порт. Chiquinho, нар. 19 липня 1995, Санту-Тірсу) — португальський футболіст, півзахисник грецького клубу «Олімпіакос».

## Ігрова кар'єра
Народився 19 липня 1995 року в місті Санту-Тірсу. Вихованець низки юнацьких португальських клубів, останнім з яких став «Лейшойнш». 30 липня 2014 року дебютував за першу команду клубу у матчі Кубка португальської ліги 2014/15 проти «Санта Клари». Зігравши за рідний клуб за сезон лише 11 ігор у другому дивізіоні чемпіонату, на сезон 2015/16 він був відданий в оренду в «Гондомар», в якому провів один сезон, взявши участь в 13 матчах третього дивізіону країни. Повернувшись в рідний «Лейшойнш» став основним гравцем команди.
У лютому 2017 року за 200 тис. євро перейшов у хорватську «Локомотиву», але заграти у клубі не зумів і вже влітку повернувся на правах оренди в «Академіку». Граючи у складі клубу з Коїмбри здебільшого виходив на поле в основному складі команди і зайняв з командою 4 місце у Сегунда Лізі, другому дивізіоні країни.
У травні 2018 року «Академіка» викупила контракт гравця, після чого 28 травня відразу продала його «Бенфіці». Але і столична команда вже у липні продала 50% прав на гравця клубу «Морейренсе», де той і провів наступний сезон, відігравши 34 гри у вищому дивізіоні країни. Шикінью повернувся до «Бенфіки» 1 липня 2019 року, підписавши контракт до 2024 року. Вже у серпні півзахисник здобув перший трофей у своїй кар'єрі, вийшовши на заміну замість Габріела на 82 хвилині матчу за Суперкубок Португалії 2019 року, який його команда виграла у «Спортінга» з рахунком 1:0.
У сезоні 2021/22 на умовах оренди виступав за «Брагу» та турецький «Гіресунспор», після чого повернувся до «Бенфіки». Станом на 8 серпня 2022 року відіграв за лісабонський клуб 44 матчі в національному чемпіонаті.

## Титули і досягнення
- Володар Суперкубка Португалії (2):

«Бенфіка»: 2019, 2023
- Чемпіон Португалії (1):

«Бенфіка»: 2022-23
- Чемпіон Греції (1):

«Олімпіакос»: 2024-25
- Володар Кубка Греції (1):

«Олімпіакос»: 2024-25
- Переможець Ліги конференцій УЄФА (1):

«Олімпіакос»: 2023-24